# Dominique Lefèbvre
Dominique Lefèbvre (tên Việt Nam là Ngãi, sinh năm 1810, mất năm 1865) là một giám mục của Giáo hội Công giáo Rôma, là đại diện Tông tòa đầu tiên của Địa phận Tây Đàng Trong (Tổng giáo phận Thành phố Hồ Chí Minh ngày nay) từ năm 1844 tới năm 1864, với 18 năm cai quản Địa phận Tây Đàng Trong, trong đó có hơn 3 năm hoạt động trong vùng Pháp tạm chiếm.
Dominique Lefèbvre học tại tiểu chủng viện Lisieux rồi tại đại chủng viện Bayeux. Sau đó, ông trở thành phó tế tại Hội Thừa sai Paris vào tháng chín năm 1833. Ông được thụ phong linh mục vào ngày 20 tháng 12 năm 1834, đến Bắc Kỳ năm 1835, nơi ông học tiếng với linh mục Borie. Ông từng làm cha sở họ đạo Cái Nhum (hiện nay thuộc Giáo phận Vĩnh Long).
Ngày 1 tháng 8 năm 1841, sau Công đồng Gò Thị, ông được tấn phong giám mục phụ tá hiệu tòa Isauropolis bởi giám mục Cuénot Thể.  Ngày 2 tháng 3 năm 1844, Giáo hoàng Gregori XVI chia địa phận Đàng Trong làm hai: Địa phận Đông do giám mục Cuénot Thể cai quan và địa phận Tây được giao cho ông. Lúc này, địa phận Tây gồm các tỉnh: Bình Thuận, Di Linh, Đồng Nai (Biên Hòa), Gia Định (Sài Gòn), Định Tường (Mỹ Tho), Long Hồ (Vĩnh Long), An Giang (Châu Đốc), Hà Tiên, kiêm cả xứ Cao Miên và một phần Nam Ai Lao. Số giáo dân khoảng 23.000.
Do các chiếu chỉ cấm đạo vẫn chưa được dỡ bỏ nên ông chủ yếu lưu trú ở họ đạo Cái Nhum. Ngày 29 tháng 10 năm 1844, quan quân triều đình lục soát họ đạo, ngày 31 tháng 10, ông ra trình diện. Trước quan án, ông khai là "giám mục, 35 tuổi, đến nước Nam đã được 9 năm, từ Macao qua xứ Bắc đến xứ Nam, ở tỉnh này (tức Long Hồ) mới được 3 năm. Nơi ở không cố định, nay đây mai đó". 
Sau đó, ông bị áp giải ra Huế. Các quan đề nghị tử hình nhưng vua Thiệu Trị chưa châu phê. Lúc này, thuyền Constitution của Hoa Kỳ do Percival chỉ huy đang ở ngoài biển lấy danh nghĩa nhân đạo yêu cầu phóng thích nhưng không được. Tàu Pháp do Fournier Duplan chỉ huy đang đậu ở Cửa Hàn lên tiếng can thiệp cũng không thành. Dulpan bèn báo tin cho Cécile chỉ huy trưởng hạm đội Pháp tại Đông Á. Cécile gửi cho Thiệu Trị một bức thư đòi thả vị giám mục và ngưng các cuộc bắt đạo. Ngày 15 tháng 4 năm 1845, Lefèbvre được trao cho Duplan đưa đi Singapore.
Ngày 23 tháng 5 năm 1846, Lefèbvre cùng một linh mục, ba chủng sinh theo một thuyền buôn trở lại, ngày 6 tháng 6 vào biển Cần Giờ. Bị phát hiện và sau đó bị dẫn giải ra Huế. Thiệu Trị tức giận đòi chém đầu ngay không cần xét xử nhưng sau đó rút lại và lần thứ hai phóng thích bằng cách sai một thuyền của triều đình dẫn ông đi Singapore trao cho nhà cầm quyền Anh cùng lời đề nghị không được quay trở lại Việt Nam. Mặc dù vậy, năm 1847, ông đã quay trở lại Đàng Trong nhờ đi lọt qua một cửa biển của sông Cửu Long. Ông lưu trú ở họ đạo Lái Thiêu. 
Cuối năm 1848, ông tấn phong giám mục phụ tá hiệu tòa Dansara cho thừa sai Jean Miche Mịch. Địa phận Tây Đàng Trong quá rộng lớn nên vào năm 1850, theo sự đề nghị của ông, tòa thánh thiết lập địa phận Cao Miên, tách khỏi địa phận Tây. Địa phận mới được giao cho giám mục Miche Mịch cai quản.  
Là người giúp ích nhiều cho quân đội viễn chinh Pháp, sau khi có Hòa ước 1862, ông được dành cho nhiều điều kiện hoạt động và Địa phận Tây Đàng Trong nhanh chóng phục hồi. Ông là người đã thiết lập Dòng Mến Thánh Giá Chợ Quán (năm 1852); mời Dòng thánh Phaolô thành Chartres (năm 1860); Đan viện Cát Minh đến Sàigòn (năm 1861).
Năm 1861, ông dời Chủng viện Thánh Giuse về vị trí hiện nay.
Năm 1863, ông thành lập họ đạo Sàigòn.
Những công trình xây dựng dưới thời ông chưa đủ kiên cố để tồn tại đến ngày nay, ngoại trừ cơ sở Dòng thánh Phaolô do Nguyễn Trường Tộ thiết kế và trông nom thi công.
Do vấn đề sức khỏe nên cuối năm 1864, ông xin từ chức để trở về Pháp và qua đời ngày 30 tháng 4 năm 1865.